# بادي غاردنر
بادي غاردنر (بالإنجليزية: Buddy Gardner)‏ هو لاعب غولف أمريكي، ولد في 24 أغسطس 1955 في مونتغومري في الولايات المتحدة.

## وصلات خارجية
- بادي غاردنر على موقع رابطة لاعبي الغولف المحترفين (الإنجليزية)
- بادي غاردنر على موقع التصنيف العالمي الرسمي للغولف (الإنجليزية)